# Ґонти (Польща)
Ґонти (пол. Gonty) — село в Польщі, у гміні Прабути Квідзинського повіту Поморського воєводства.
Населення — 187 осіб (2011).
У 1975-1998 роках село належало до Ельблонзького воєводства.

## Демографія
Демографічна структура станом на 31 березня 2011 року:
|          | Загалом | Допрацездатний вік | Працездатний вік | Постпрацездатний вік |
| -------- | ------- | ------------------ | ---------------- | -------------------- |
| Чоловіки | 98      | 21                 | 70               | 7                    |
| Жінки    | 89      | 19                 | 50               | 20                   |
| Разом    | 187     | 40                 | 120              | 27                   |